# انوش
اَنُوش از شخصیت‌های واقعی سامی و یکی از چهره‌های داستان‌های کتاب مقدس و از پیامبران و نوادگان آدم است. پدرش شیث ۱۰۵ سال داشت که او زاده شد و در ۹۰ سالگی قینان را آورد. سن او به هنگام مرگ ۹۰۵ سال ذکر شده‌است (سفر پیدایش ۵: ۶–۱۱). بر مبنای داده‌های کتاب مقدس وی بین ۳۷۶۹ و ۲۸۶۴ پیش از میلاد مسیح می‌زیسته‌است. گمان می‌رود این اعداد هنگام یکسان سازی  تورات توسط سردبیر ابداع شده‌باشند.

## براساس کتاب مقدس عبری
بر اساس نسخه ماسورتی از کتاب پیدایش، شیث در ۱۰۵ سالگی پدر "انوش" شد (اما در نسخه سپتواجنت،  ۰۵اسل ذکر شده است) و شیث فرزندان پسر و دختر دیگری نیز داشت. انوش نوهٔ آدم و حوا بود (پیدایش 5:6–11؛ لوقا 3:38). بر اساس کتاب "سدر عُلام ربا"، که بر پایهٔ محاسبات یهودی است، انوش در سال  ۳۵ز آفرینش جهان (AM) به دنیا آمد. طبق نسخه سپتواجنت، این اتفاق در سال  ۳۵ز آفرینش جهان رخ داده است.
انوش پدر قینان بود، که در ۹۰سالگی انوش (یا ۱۹۰سالگی طبق نسخه سپتواجنت) به دنیا آمد.
بر اساس کتاب مقدس، انوش در سن ۹۰۵ سالگی درگذشت، زمانی که نوح  ۸۴ ساله بود (بر اساس تاریخ‌نگاری ماسورتی).

## دریهودیت
کتاب پیدایش ۴:۲۶ می‌گوید: «و برای شیث، نیز پسری زاده شد؛ و او نام او را انوش نهاد؛ آنگاه مردم به نام خداوند خواندن را آغاز کردند.» اما تفسیر سنتی یهودی این آیه را به گونه‌ای دیگر تعبیر می‌کند؛ یعنی این آیه آغاز بت‌پرستی را نشان می‌دهد. بدین معنا که انسان‌ها شروع به خواندن موجوداتی که مخلوقات ساده بودند با نام "خداوند" کردند. دلیل این تفسیر این است که نسل‌های پیشین، به ویژه آدم، پیش از این "نام خداوند را خوانده بودند"، که باعث می‌شود واژه הוחל (هُوخَل) نه به معنای "آغاز کردن" بلکه به معنای هم‌آوای آن یعنی "توهین یا بی‌احترامی" تفسیر شود. از این منظر، انوش ایده‌ای از بشریت (انوشوت) را نشان می‌دهد که خود را مطلق تصور می‌کند، نه در ارتباط با خدا (انوش در برابر آدم).
مايمونيدس (رامبام) در کتاب میشنه توراه: عبادت ستارگان، فصل ۱:۱-۲ می‌نویسد:
در زمان‌های انوش، بشر دچار اشتباه بزرگی شد و خردمندان آن نسل مشورت‌های نادرستی ارائه کردند. انوش خود یکی از کسانی بود که دچار خطا شد. اشتباه آن‌ها این بود:
آن‌ها گفتند که خدا ستارگان و اجرام آسمانی را آفرید تا جهان را کنترل کنند. او آن‌ها را در جایگاهی بلند قرار داد و به آن‌ها احترام نهاد و آن‌ها را به‌عنوان خادمانی که در حضور او خدمت می‌کنند منصوب کرد. بنابراین، شایسته است که این اجرام مورد ستایش و بزرگداشت قرار گیرند و با احترام با آن‌ها رفتار شود. آن‌ها این را خواست خداوند دانستند که کسانی را که او بزرگ و گرامی داشت، بزرگ بدارند و تکریم کنند، همان‌گونه که یک پادشاه می‌خواهد خادمانی که در حضور او ایستاده‌اند مورد احترام قرار گیرند. در واقع، چنین عملی نشانه‌ای از احترام به خود پادشاه است.

## درمسیحیت
انوش در نسب‌نامه عیسی، مطابق با انجیل لوقا ۳:۲۳–۲۸، ذکر شده است.

### کتاب مقدس ارتدکس اتیوپی
طبق کتاب یوبیل‌ها (۴:۱۱–۱۳) که در کتاب مقدس ارتدکس اتیوپی آمده است، انوش در سال ۲۳۵ از آفرینش جهان (AM) متولد شد و «بر روی زمین شروع به خواندن نام خداوند کرد.» او با خواهرش نوام ازدواج کرد و در سال ۳۲۵ AM صاحب پسری به نام کنان شد. سنت ارتدکس اتیوپی او را «خادمی وفادار و درستکار برای خداوند» می‌داند و همچنین به او نسبت می‌دهد که با الهام الهی، الفبای گعز را در شکل اصلی خود که تنها شامل صامت‌ها بود، معرفی کرده است. این الفبا به‌عنوان ابزاری برای ثبت قوانین معرفی شده است.

### متون مقدس قدیسان آخرالزمان
انوش، پسر شیث، هم در کتاب مقدس و هم در متون خاص قدیسان آخرالزمان ذکر شده است.
کتاب اصول و پیمان‌ها (Doctrine and Covenants) می‌گوید که انوش در سن ۱۳۴ سالگی به کهانت منصوب شد.
وقتی آدم فرزندانش را در سرزمین آدم-اوندی-آهمان گرد آورد تا به آن‌ها برکت نهایی دهد، انوش یکی از کاهنان بزرگ و درستکار حاضر در آن جمع بود.
ترجمه جوزف اسمیت که در کتاب موسی آمده است، بیان می‌کند که انوش مردم خدا را به سرزمینی موعود هدایت کرد و آنجا را به نام پسرش، کنان، نام‌گذاری کرد.
انوش، پسر شیث، با انوش، پسر یعقوب (که نویسنده کتاب انوش در کتاب مورمون است) متفاوت است. انوشِ دوم پسر یعقوب و نوه لحی بود.

### پروتستانتیسم قرن ۱۹
طبق گفته متیو جورج ایستون، واعظ و نویسنده اسکاتلندی در قرن نوزدهم، در زمان انوش «مردم شروع به خواندن نام خداوند کردند» (پیدایش ۴:۲۶). این عبارت می‌تواند به یکی از دو معنا باشد:
1. مردم شروع به نام‌گذاری خود با نام خداوند کردند (یعنی خود را از بت‌پرستان متمایز کردند).

2. مردم به شیوه‌ای عمومی و جدی شروع به پرستش خداوند کردند، که نشان‌دهنده آغاز یک دوران تجدید حیات روحانی است.

## حواشی

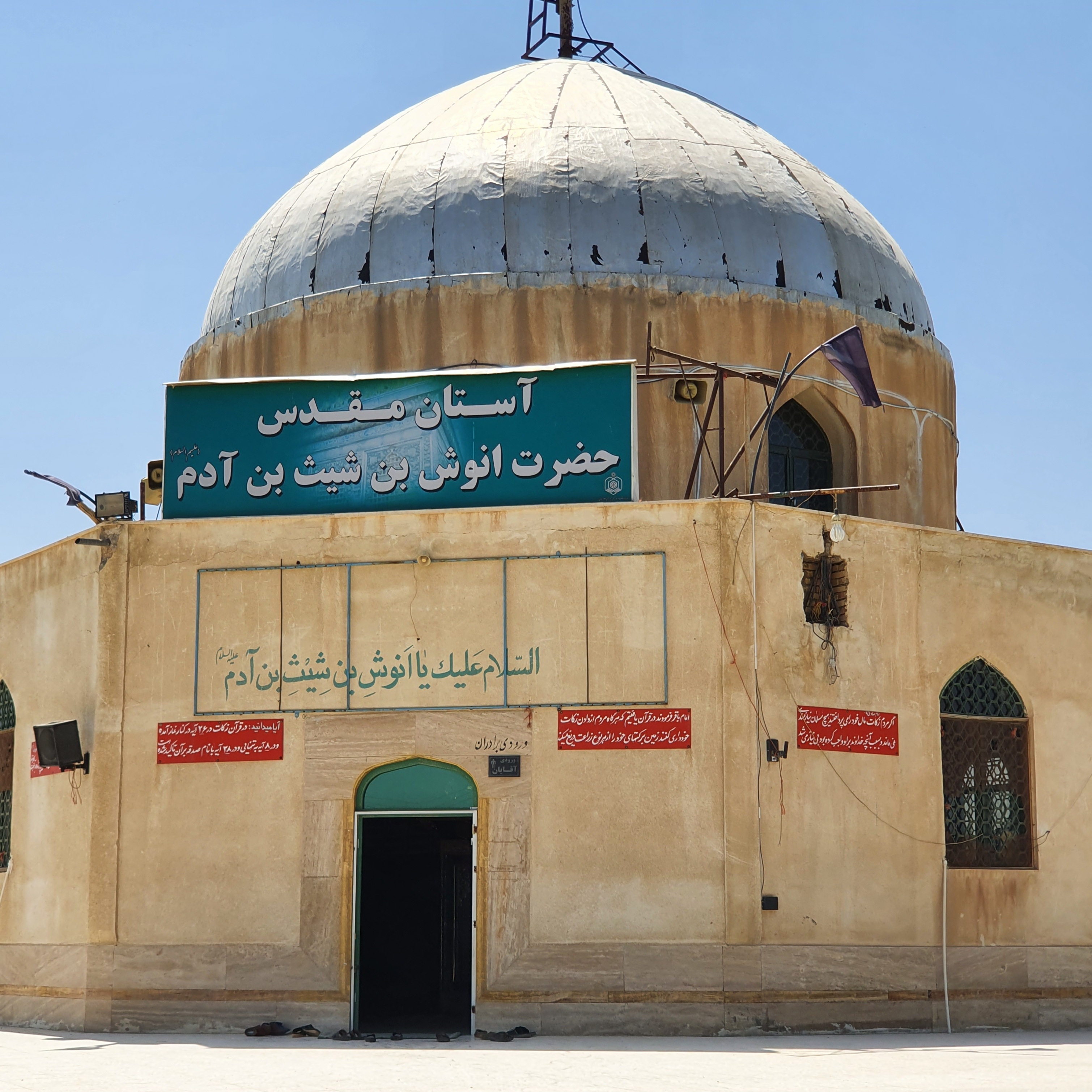

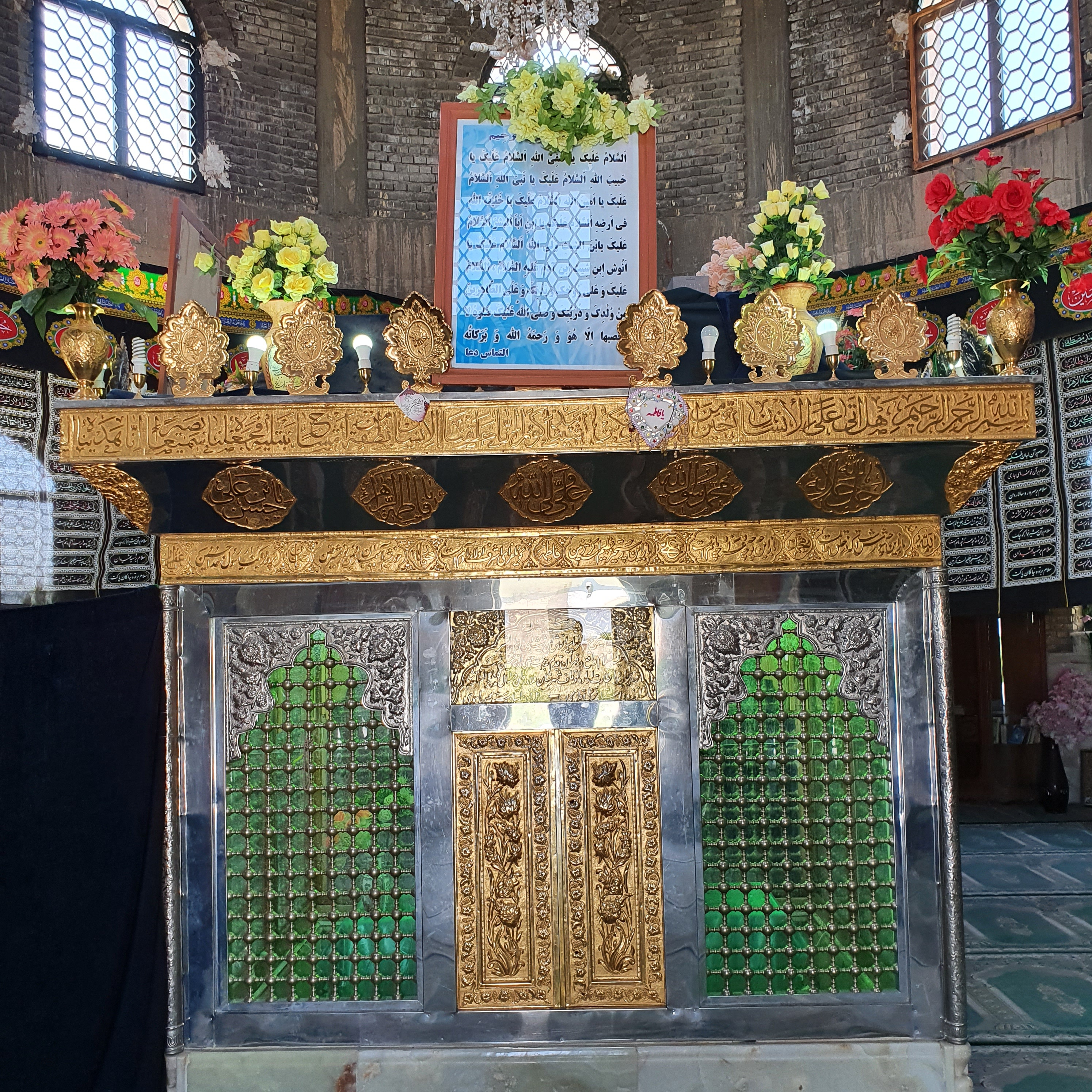

مقبره انوش ابن شیث هم اکنون در ایران در استان اصفهان و شهر قهدریجان واقع شده است که نشان از قدمت چندین هزار ساله اصفهان می باشد.
فرزند انوش یعنی قینان نیز در محله ای به نام قینان در اصفهان می زیسته که برخی معتقدند مزار ایشان در خیابان خاقانی در مسجد مهدویه است.